# 에페드린
에페드린(영어: Ephedrine)은 중추신경계 흥분제에 속하는 약물이다. 마취 도중에 저혈압을 예방하기 위해 종종 사용된다. 천식, 기면증, 비만에도 사용되고 있으나 선호되는 치료법은 아니다. 비충혈에 대한 치료상의 이득은 불확실하다. 경구, 피하 주사, 정맥 주사, 근육 주사로 투여 가능하다. 정맥 주사로 투여했을 때는 작용 시간이 아주 짧으며, 근육 주사 시에는 효과가 들기까지 20분 정도가 소요된다. 경구 투여 시에는 1시간 정도가 걸린다.
일반적인 부작용으로는 수면 문제, 불안, 두통, 환각, 고혈압, 빠른 심박, 식욕 부진, 소변의 불가능을 포함한다. 심각한 부작용으로는 뇌졸중, 심근 경색, 약물 오용을 포함한다. 임신 중 복용 시 안정성에 대해서는 심도 있게 연구되지 않았다. 모유 수유 중에 복용하는 것은 권장되지 않는다. 알파와 베타 아드레날린 수용체의 활성을 증가시켜 작용한다.
에페드린은 1885년 처음 분리되었다. 의료 제도에 필수적인, 가장 효과적이고 안전한 약물인 WHO 필수 약물 목록에 등재되어 있다. 일반의약품으로 구매가 가능하다.

## 의학적 사용

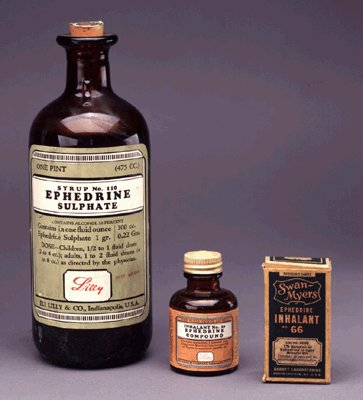
에페드린 황산염 (1932), 에페드린 화합물 (1932), 스완-마이어스 에페드린 흡입제 No. 66 (c. 1940)

에페드린은 비-카테콜아민 교감신경작용제로, 심혈관계에 작용하여 에피네프린과 유사한 효과를 낸다, 따라서 혈압, 심박수, 심근 수축력을 증가시킨다. 슈도에페드린과 유사하게, 에페드린은 기관지확장제이다. 슈도에페드린은 에페드린에 비해 훨씬 효과가 작다.
에페드린은 멀미를 줄일 수 있지만, 그보다는 주로 멀미에 쓰이는 다른 약제의 진정 효과를 줄이기 위해 사용된다.
주로 정맥내 일시주사로 투여한다. 재투여 시 빠른내성(tachyphylaxis)을 상쇄하기 위해 용량을 올릴 필요가 있는데, 이 때문에 저장된 카테콜아민 고갈을 일으킨다.

### 체중 감소
에페드린은 단기간에 소량의 체중 감소를 촉진한다. 특히 지방을 손실시키지만, 장기간의 효과는 알려져 있지 않다. 쥐에서 에페드린은 갈색지방조직의 열발생을 자극한다고 알려져 있다. 그러나 인간 성인은 갈색지방을 조금밖에 가지고 있지 않기 때문에, 열발생은 대부분 골격근에서만 발생할 것으로 추정된다. 또한 에페드린은 위 배출을 감소시킨다. 카페인이나 테오필린과 같은 메틸잔틴은 체중 감소에 있어서 상승작용을 낸다. 이 때문에 해당 성분들을 배합한 복합제제 상품이 만들어져 판매되고 있다. 그 중 하나가 ECA 스택으로, 에페드린과 카페인, 아스피린 조합의 약품이다. 보디빌더가 대회에 나가기 전 체지방을 감량하는 커팅 시 복용하는 보충제로 인기가 있다.
2021년의 체계적 문헌고찰 연구에서는 에페드린이 위약 대조군과 비교했을 때 2kg의 체중 감량, 심박수 증가, 저밀도 지질단백질(LDL) 감소, 고밀도 지질단백질(HDL) 증가를 보였다고 밝혔다. 혈압에서는 통계적으로 유의미한 차이를 보이지 않았다.

## 남용
펜에틸아민인 에페드린은 암페타민과 화학적 구조가 유사하다. 또한 에페드린은 메스암페타민 구조의 β 위치에 하이드록실기를 가지는, 메스암페타민의 구조유사체이기도 하다. 이렇듯 메스암페타민과 구조가 유사하다는 점 때문에, 에페드린은 환원 과정을 통해 하이드록실기를 제거하여 메스암페타민을 만드는 데에 이용되기도 하며, 메스암페타민 불법 제조에 있어 화학적 전구물질로서 인기를 얻었다.

### 검출 방법

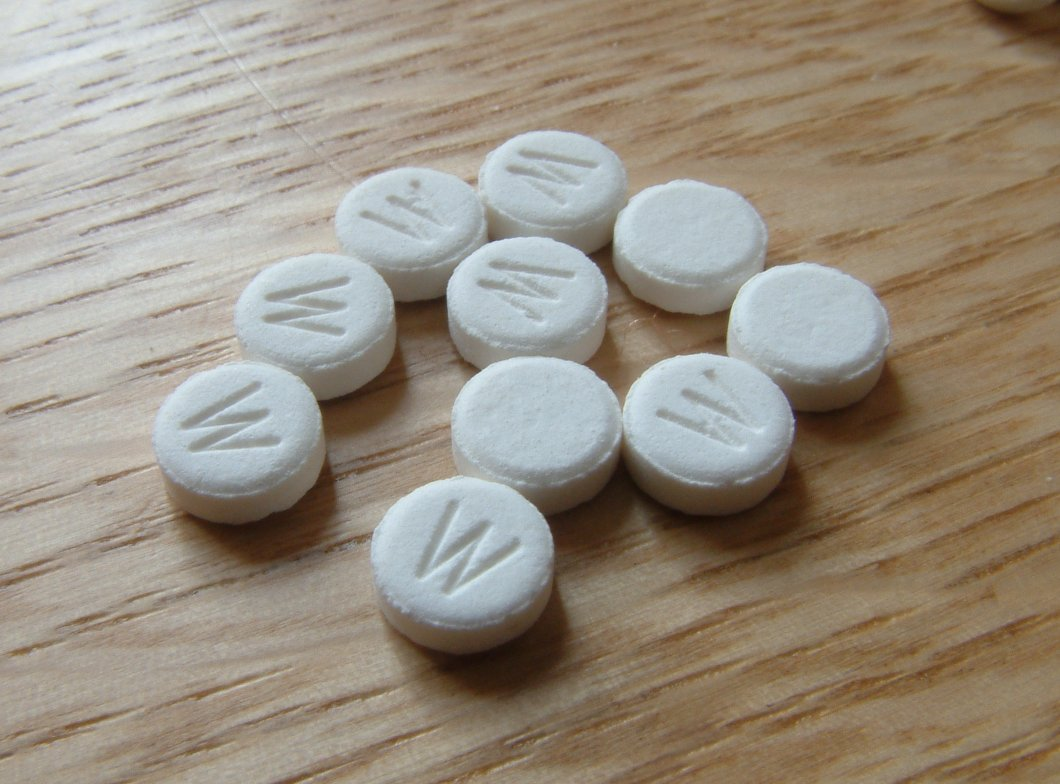
에페드린 알약

에페드린은 운동선수의 약물 남용 가능성을 조사하거나, 중독 진단 확인, 법의학의 사망 조사를 돕기 위해 혈액, 혈장, 소변에서 측정할 수 있다. 다수의 상업용 면역분석 선별검사는 에페드린과 잘 교차반응하는 암페타민을 이용하지만, 크로마토그래피 기술은 에페드린을 다른 펜에틸아민 유도체와 쉽게 구별할 수 있다. 혈액이나 혈장 에페드린 농도는 치료 목적으로 약물을 복용하는 사람에서는 보통 20–200 µg/L 범위 안에 들어온다. 약물을 남용하거나 중독된 환자에서는 300–3000 µg/L, 치명적인 급성 과다복용 환자에서는 3–20 mg/L 정도로 측정된다. 현재 세계반도핑기구(WADA)에서는 운동선수의 소변을 기준으로 했을 때 에페드린 제한 농도를 10 µg/mL로 제시하고 있다.

## 부작용
에페드린은 잠재적으로 위험한 자연 화합물이다. 2004년 기준으로 미국 식품의약국(FDA)은 에페드린을 사용한 사람들 중 부작용이 발생했다는 보고 18,000건 이상을 받았다.
약물 부작용(ADRs)은 비강 흡입과 같은 국소 투여보다, 경구 투여나 주사와 같은 전신 투여 시에 더 흔히 발생한다. 에페드린 치료와 관련된 약물 부작용은 다음과 같다.
- 심혈관계: 빈맥, 부정맥, 협심증, 고혈압을 동반한 혈관수축
- 피부계: 발적, 발한, 여드름
- 위장관계: 구역질
- 비뇨생식계: 콩팥동맥 수축으로 인한 배뇨 감소, 에페드린의 알파 작용제 효과로 인해 속요도조임근이 수축하며 발생하는 배뇨곤란
- 신경계: 안절부절 못함, 혼란, 불면증, 경도의 이상행복감, (이전의 정신과 병력이 있지 않다면 드물지만) 조증/환각, 망상, 초조감
- 호흡계: 호흡곤란, 폐부종
- 그 외: 어지럼증, 두통, 진전, 고혈당성 반응, 구강건조증

## 작용 기전
에페드린은 자율신경계의 일부인 교감신경에 작용하는 아민이다. 작용하는 주된 기전은 시냅스후 알파, 베타 수용체에서 노르에피네프린의 활성을 증가시켜, 아드레날린 수용체를 간접적으로 자극하는 것이다. 에페드린이 알파 수용체에 직접 작용할 가능성은 낮다고 생각되나, 여전히 논쟁이 있는 부분이다. L-에페드린, 특히 그 입체 이성질체인 노르슈도에페드린은 간접적인 교감신경작용제 효과를 가지면서 뇌혈관장벽을 통과할 수 있다. 따라서 암페타민과 유사하게 중추신경계 자극제 효과를 내지만, 그 효과는 암페타민보다 덜하다. 이는 에페드린이 흑색질에서 노르에피네프린과 도파민을 방출하기 때문이다.
에페드린에는 N-메틸기가 존재하기 때문에, 알파 수용체에 결합할 때 노르에페드린보다 친화성이 떨어진다. 그러나 질소 원자에 추가적인 메틸기를 가지는 N-메틸에페드린과 비교하면 에페드린 쪽의 결합력이 높다. 또한 하이드록실기의 입체 배열 역시 수용체 결합력과 기능적 활성에 중요한 영향을 미친다.
알파 수용체에 대한 친화성이 높은 쪽에서 낮은 쪽으로 배열한 그림

노르에페드린
에페드린
N-메틸에페드린

## 같이 보기
- 암페타민